# Malagnino
Malagnino là một đô thị ở tỉnh Cremona, vùng Lombardia của Italia, có vị trí cách khoảng 80 km về phía đông nam của Milan và khoảng 7 km về phía đông của Cremona. Tại thời điểm ngày 31 tháng 12 năm 2004, đô thị này có dân số 1.260 người và diện tích là 10,8 km².
Malagnino giáp các đô thị: Bonemerse, Cremona, Gadesco-Pieve Delmona, Pieve d'Olmi, Sospiro, Vescovato.